# إصحاح بيئي
الإصحاح البيئي هو المحافظة على الأوضاع الصحية من خلال تقديم خدمات جمع النفايات ومعالجة المياه والحد من عوامل التلوث، من خلال وسائل وخدمات أساسية تفصل الفضلات البشرية ومسببات التلوث وانتشار الأمراض عن البشر بشكل صحي. فالإصحاح السيئ هو أحد مسببات انتشار الأمراض حول العالم، في حين أن الإصحاح المحسن له تأثير إيجابي على الجانب الصحي للأسرة والمجتمعات. ويهدف لمكافحة نواقل الأمراض، من حشرات وحيوانات، وفضلات بشرية، وتلوث مياه، وذلك لمنع وقوع الأمراض والعدوى وتفشيها بين الناس. وفي احصائية عرضتها اليونيسف عام 2015م أنه يفتقر قرابة 50% من سكان العالم النامي إلى مرافق صحية محسنة، ولا يزال أكثر من 884 مليون شخص يستخدمون مصادر مياه شرب غير مأمونة. وأقرت الجمعية العامة للأمم المتحدة في عام 2010م بأن الحصول على مياه الشرب وخدمات الإصحاح المأمونة والنظيفة يُعد حقاً من حقوق الإنسان، ودعت إلى بذل الجهود الدولية من أجل مساعدة البلدان على توفير مياه الشرب وخدمات الإصحاح.

## وسائل الإصحاحالبيئي

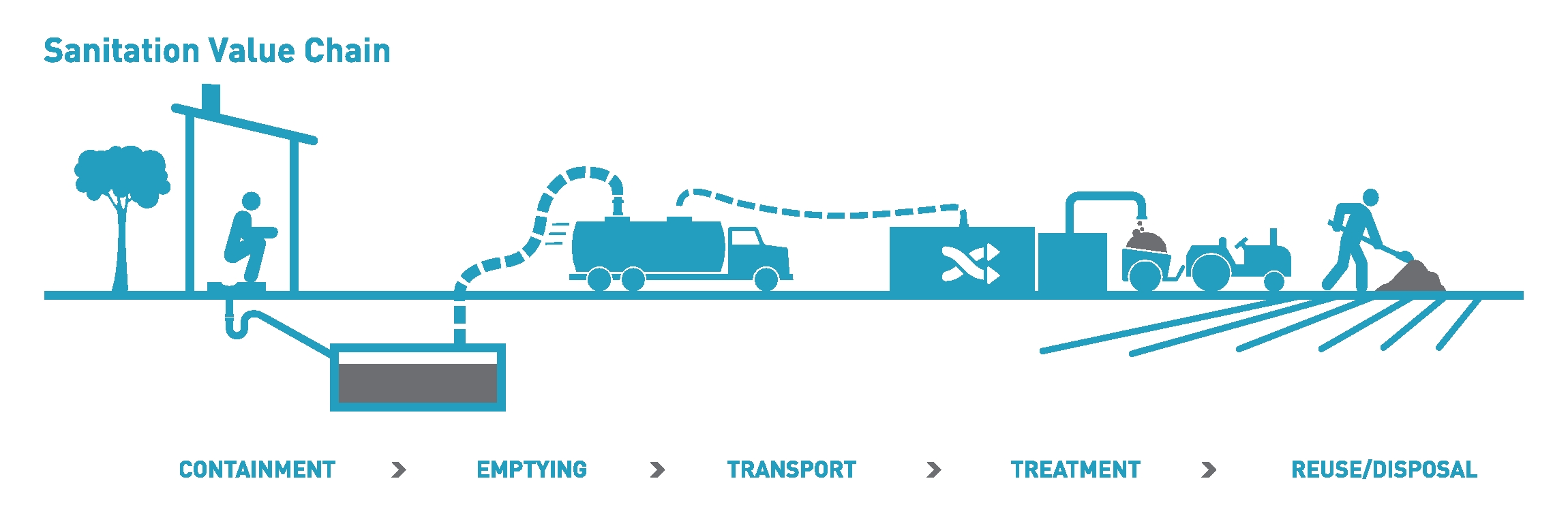
نظام الصرف الصحي

### مرافق التخلص من الفضلات
تُعرّف وسائل الإصحاح الأساسية بأنها إتاحة مرافق التخلص من الفضلات البشرية، كالمجاري أو خزانات الصرف الصحي أو مرحاض مع التفريغ بالماء الدافق، أو مجرد حفرة مرحاض أو المراحيض مُحسنة التهوية. أما مرافق «الإصحاح المُحسّن» فتشمل المراحيض الدافقة أو مراحيض الحفرة إذا لم تكن مشتركة بين المساكن وقادرة على توفير الخصوصية، وتشير احصائيات منظمة الصحة العالمية أنه في عام 2015م استطاع 68% من سكان العالم الحصول على مرافق الإصحاح المحسَّنة، بما في ذلك المراحيض، مقارنة بنسبتهم في عام 1990م التي بلغت 54%. واستخدم 27٪ من سكان العالم مرافق الصرف الصحي الخاصة المتصلة بالمجاري التي عولجت منها مياه الصرف الصحي.

### سلامة المياه
معالجة جوانب المياه التي يرتفع فيها مستوى العبء الصحي، والتي يمكن أن تحدث فيها التدخلات فارقًا كبيرًا كجودة مياه الشرب، ومياه الاغتسال، والموارد المائية، ورصد إمدادات المياه والإصحاح، وتنمية موارد المياه والإصحاح والصحة، والحد من استخدام مياه الفضلات، ومعالجة الأمراض المتصلة بالمياه، وطرق التخلص الصحيحة من فضلات الرعاية الصحية، وبحسب منظمة الصحة العالمية فأنه يموت نحو 000 842 شخص سنوياً في البلدان المنخفضة والمتوسطة الدخل نتيجة لنقص المياه وخدمات الإصحاح والنظافة. 

### مكافحة الحشرات والنفايات
العمل على مكافحة نواقل الأمراض المتمثلة بالحشرات والحيوانات السائبة، وذلك لمنع وقوع العدوى والأمراض، والتخلص من النفايات ومراقبة وسائل نقلها والمرامي الخاصة بها. فوائد الإصحاح البيئي الحد من انتشار الأمراض المعدية التي تتسبب في معاناة الملايين، والحد من وخامة سوء التغذية وأثره، وتعزيز الكرامة الإنسانية، والمساهمة في تحسين البيئة.